# Exilante
 (janvier 2021).

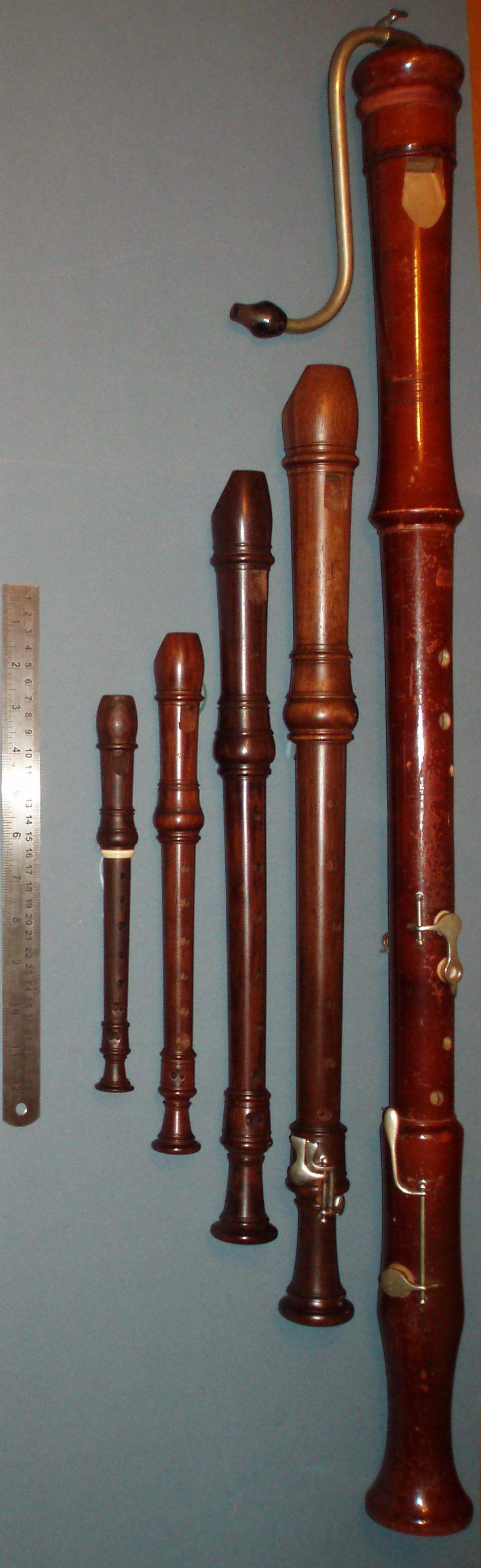
Exilante (en bas)

L’exilante ou exilande ou sifflet ou sopraninino est la plus petite flûte à bec.

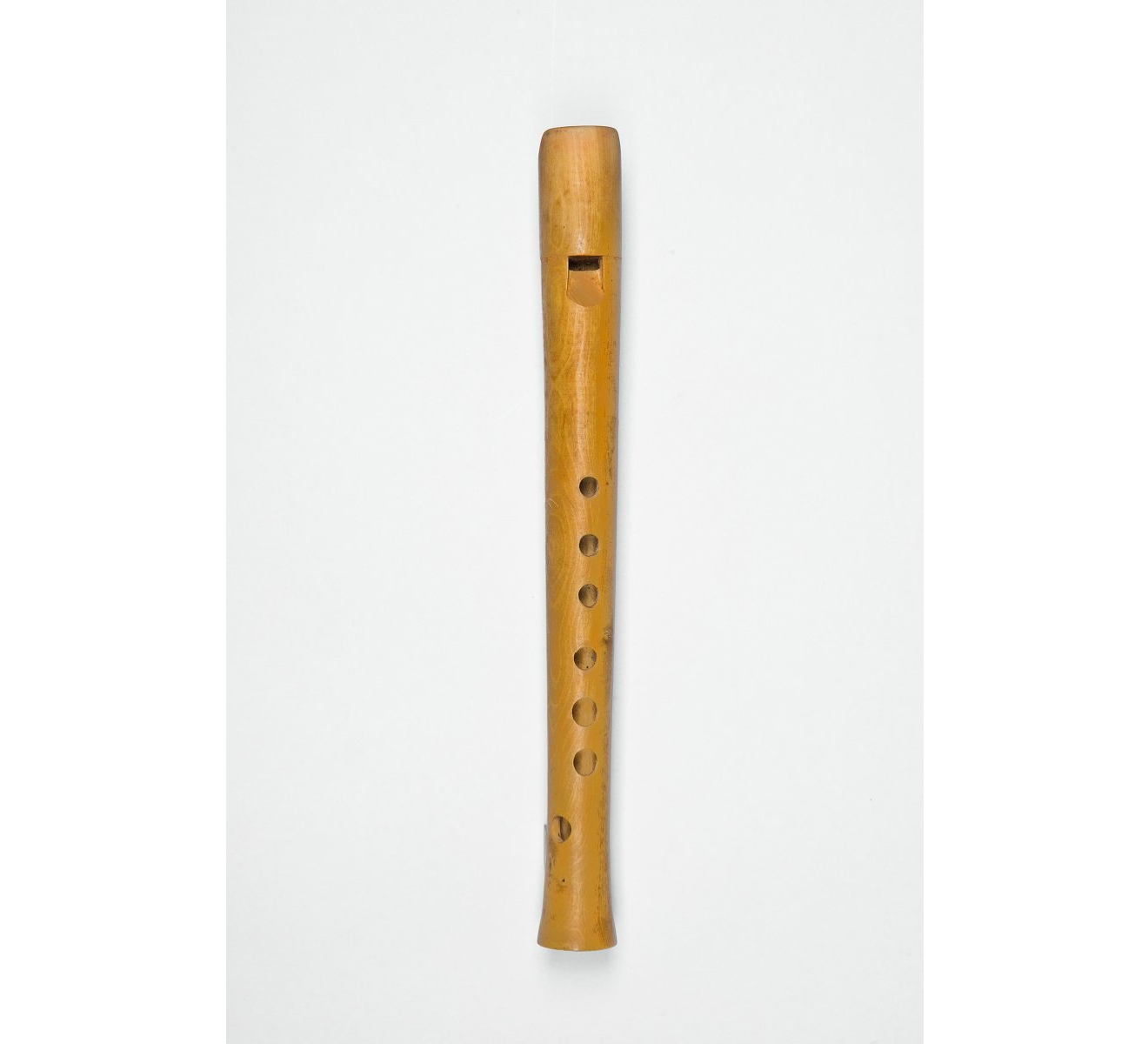
Flûte à bec exilante en sol, doigté renaissance. Photo de Dominic Ibbotson pour l'University of Edinburgh.

Elle ne mesure pas plus de 17 cm. Elle donne un son très aigu. Il s'agit la plupart du temps d'une flûte en sol, ce qui la distingue de la flûte dite Garklein en do et de la sopranino en fa.  